# Agentschap Maritieme Dienstverlening en Kust
Het Agentschap Maritieme Dienstverlening en Kust (MDK) is een intern verzelfstandigd agentschap zonder rechtspersoonlijkheid van
de Vlaamse overheid. Het werd opgericht bij besluit van de Vlaamse Regering van 7 oktober 2005, en is in werking getreden op 1 april 2006.
Het Agentschap heeft als taken: 
- het begeleiden van het scheepvaartverkeer van en naar de Vlaamse havens
- coördineert de Kustwacht en het Gemeenschappelijk Nautisch Beheer (GNB) van de Scheldemonden
- de beveiliging van de Vlaamse kust tegen overstromingen, en het duurzaam beheer van de kustzone.

Binnen het Agentschap werken vier afdelingen: 
- Kust
- Scheepvaartbegeleiding
- Loodswezen
- Vloot

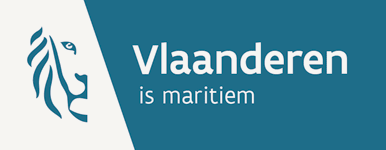

De centrale diensten van het Agentschap zijn gevestigd in het Ferrarisgebouw te Brussel. 